# Montanoa tomentosa
Montanoa tomentosa là một loài thực vật có hoa trong họ Cúc. Loài này được Vicente Cervantes mô tả khoa học đầu tiên năm 1825.

## Lịch sử phân loại
Quyển 4 sách Nova Genera et Species Plantarum in khổ đôi (folio) công bố tại Paris ngày 26 tháng 10 năm 1818. Tại trang 210-211 và tab.396, Carl Sigismund Kunth công bố chi Eriocoma với loài Eriocoma floribunda thuộc họ Asteraceae. Tuy nhiên, vào ngày 27 tháng 5 năm 1818 thì Thomas Nuttall đã công bố chi Eriocoma với loài Eriocoma cuspidata trong The Genera of North American Plants, thuộc họ Poaceae. Do đó, Eriocoma của Kunth là đồng danh muộn và vì thế nó là danh pháp không hợp lệ (nom. illeg.). Eriocoma floribunda hiện nay là danh pháp đồng nghĩa của  Montanoa tomentosa subsp. tomentosa.

## Phân bố
Loài bản địa México và Trung Mỹ (Costa Rica, El Salvador, Guatemala, Honduras, Nicaragua).

## Phân loài và thứ
- Montanoa tomentosa var. microcephala (Sch.Bip. ex K.Koch) B.L.Turner, 1988: Tây nam México.[10]
- Montanoa tomentosa subsp. rosei (B.L.Rob. & Greenm.) V.A.Funk, 1982: Tây bắc México (Sonora).[11]
- Montanoa tomentosa subsp. tomentosa: Nguyên chủng. México.[8]
- Montanoa tomentosa subsp. xanthiifolia (Sch.Bip. ex K.Koch) V.A.Funk, 1982: Trong toàn khu vực phân bố của loài, trừ tây bắc México.[12]

## Danh pháp đồng nghĩa

### M. tomentosavar.microcephala
- Eriocoma microcephala (Sch.Bip. ex K.Koch) Kuntze, 1891
- Montanoa microcephala Sch.Bip. ex K.Koch, 1864
- Montanoa tomentosa subsp. microcephala (Sch.Bip. ex K.Koch) V.A.Funk, 1982

### M. tomentosasubsp.rosei
- Montanoa rosei B.L.Rob. & Greenm., 1896

### M. tomentosasubsp.tomentosa
- Eriocoma floribunda Kunth, 1818
- Eriocoma fragrans D.Don, 1829
- Eriocoma heterophylla Schrad., 1836
- Montanoa anomala B.L.Rob. & Greenm., 1899
- Montanoa floribunda (Kunth) DC., 1836
- Montanoa heterophylla Hemsl., 1881 pro syn.
- Montanoa tomentosa var. cordifolia DC., 1836
- Montanoa tomentosa var. ternifolia DC., 1836
- Uhdea pyramidalis Voss, 1894 pro syn.

### M. tomentosasubsp.xanthiifolia
- Eriocoma xanthiifolia (Sch.Bip. ex K.Koch) Kuntze, 1891
- Montanoa tomentosa var. xanthiifolia (Sch.Bip. ex K.Koch) B.L.Turner, 1988
- Montanoa xanthiifolia Sch.Bip. ex K.Koch, 1864
- Eriocoma hemsleyana Kuntze, 1891
- Eriocoma triloba (Sch.Bip. ex K.Koch) Kuntze, 1891
- Montanoa hemsleyana (Kuntze) S.F.Blake, 1926
- Montanoa myriocephala B.L.Rob. & Greenm., 1899
- Montanoa palmeri Fernald, 1897
- Montanoa rekoi S.F.Blake, 1924
- Montanoa seleriana B.L.Rob. & Greenm., 1899
- Montanoa subglabra S.F.Blake, 1924
- Montanoa triloba Sch.Bip. ex K.Koch, 1864